# روبرت فاغنر
روبرت فاغنر (بالألمانية: Robert Wagner)‏ (و. 1983  م) هو راكب دراجة هوائية، من ألمانيا، ولد في ماغديبورغ، شارك في طواف إسبانيا، وطواف إسبانيا 2013، وطواف إسبانيا 2014، وسباق طواف فرنسا 2017، يلعب كعداء دراجات ‏.

## روابط خارجية
- روبرت فاغنر على موقع الاتحاد الدولي للدراجات (الإنجليزية)
- روبرت فاغنر على موقع أرشيف الدراجات (الإنجليزية)
- روبرت فاغنر على موقع إحصائيات الدراجات الإحترافية (الإنجليزية)
- روبرت فاغنر على موقع نسبة الدراجات (الإنجليزية)
- روبرت فاغنر على موقع CycleBase (الإنجليزية)